# Je t'adore
Chansons représentant la Belgique au Concours Eurovision de la chanson
Le Grand Soir
(2005) Love Power
(2007)
Singles de Kate Ryan
Goodbye (en)
(2004) Alive (en)
(2006)
Je t'adore est une chanson de Kate Ryan parue sur son album Alive (en) et sortie en single le 17 février 2006. C'est le premier single tiré de l'album Alive.
C'est la chanson représentant la Belgique au Concours Eurovision de la chanson 2006.
Kate Ryan a également enregistré la chanson dans une version entièrement en français.

## À l'Eurovision

### Sélection
La chanson Je t'adore interprétée par Kate Ryan est sélectionnée le 19 février 2006 par le radiodiffuseur flamand VRT, après avoir remporté la finale nationale Eurosong '06, pour représenter la Belgique au Concours Eurovision de la chanson 2006 les 18 et 20 mai à Athènes, en Grèce.

### À Athènes
Elle est interprétée en anglais, à part la phrase en français « Je t'adore » du titre, et non entièrement dans une des langues nationales de la Belgique, le choix de la langue étant libre depuis 1999. 
Je t'adore est la septième chanson interprétée lors de la demi-finale, suivant Zjarr e ftohtë de Luiz Ejlli pour l'Albanie et précédant Every Song Is a Cry for Love de Brian Kennedy pour l'Irlande.
À la fin du vote, Je t'adore obtient 69 points et termine 12e sur 23 chansons,. N'ayant pas terminé parmi les premières dix places de la demi-finale, la chanson belge ne se qualifie pas pour la finale.

## Liste des titres
| 1. | Je t'adore (Eurovision Mix) | Kate Ryan, Lisa Greene, Niclas Kings, Niklas Bergwall | 3:00 |
| 2. | Driving Away (Radio Edit)   | Yves Jongen                                           | 3:42 |

| A.  | Je t'adore (Dub Mix)          | Kate Ryan, Lisa Greene, Niclas Kings, Niklas Bergwall | 6:53 |
| B1. | Je t'adore (Extended Version) | Kate Ryan, Lisa Greene, Niclas Kings, Niklas Bergwall | 5:56 |
| B2. | Je t'adore (Radio Edit)       | Kate Ryan, Lisa Greene, Niclas Kings, Niklas Bergwall | 4:08 |

## Accueil commercial
En Belgique, dans la Région flamande, Je t'adore s'est classé pendant 21 semaines dans l'Ultratop 50 Singles, de février à juillet 2004. Le single est entré directement à la 14e position lors de la semaine du 25 février 2004 avant d'atteindre la 1re position du classement le 18 mars et reste numéro un pendant cinq semaines consécutives.
En Région wallonne, le single s'est classé pendant 14 semaines l'Ultratop 40 avant d'atteindre la 11e position du classement lors de la dixième semaine, le 3 juin 2006.
Le 25 février 2006, Je t'adore est certifié disque d'or par l'IFPI Belgique.
Outre la Belgique, le single s'est également dans plusieurs pays européens.

## Classements et certifications

### Classements
| Classement (2006)                       | Meilleure position |
| --------------------------------------- | ------------------ |
| Allemagne (GfK Entertainment)           | 26                 |
| Autriche (Ö3 Austria Top 40)            | 38                 |
| Belgique (Flandre Ultratop 50 Singles)  | 1                  |
| Belgique (Flandre Ultratop 50 Dance)    | 6                  |
| Belgique (Wallonie Ultratop 50 Singles) | 11                 |
| Belgique (Wallonie Ultratop 50 Dance)   | 6                  |
| Grèce (IFPI Greece)                     | 16                 |
| Pays-Bas (Nederlandse Top 40)           | 43                 |
| Pays-Bas (Single Top 100)               | 56                 |
| Pologne (ZPAV)                          | 4                  |
| Tchéquie (IFPI Rádio)                   | 21                 |
| Suède (Sverigetopplistan)               | 21                 |
| Suisse (Schweizer Hitparade)            | 65                 |

| Classement (2006)            | Position |
| ---------------------------- | -------- |
| Belgique (Flandre Ultratop)  | 2        |
| Belgique (Wallonie Ultratop) | 55       |

### Certification
| Pays                     | Certification | Date            | Seuil  |
| ------------------------ | ------------- | --------------- | ------ |
| Belgique (IFPI Belgique) | Or            | 25 février 2006 | 10 000 |

## Historique de sortie
| Pays        | Date            | Format                                          | Label              |
| ----------- | --------------- | ----------------------------------------------- | ------------------ |
| Belgique,   | 17 février 2006 | CD single, maxi 45 tours                        | EMI                |
| Royaume-Uni | 17 février 2006 | CD single                                       | Curb               |
| Allemagne   | 10 mars 2006    | maxi 45 tours                                   | Sushi Tunes        |
| Divers      | 2006            | CD single promotionnel, CD maxi, téléchargement | EMI, Curb, Capitol |